# Sportovní Klub Slavia Praha 2008-2009
Questa voce raccoglie le informazioni riguardanti lo Sportovní Klub Slavia Praha nelle competizioni ufficiali della stagione 2008-2009.

## Stagione
Dopo il successo in campionato dell'annata precedente, Jarolím è confermato alla guida dello Slavia Praga. In campionato, i rivali dello Sparta trovano subito la testa della classifica ma all'ottava giornata Jarolím conduce i suoi alla prima posizione e la mantiene fino al termine del torneo, vincendo per la seconda volta consecutiva il campionato davanti ai rivali, staccati di sei punti. In questa stagione, l'allenatore riesce a valorizzare al meglio il giovanissimo attaccante Necid e il giovane tunisino in prestito dall'Inter, Tijani Belaid, autore di un'ottima stagione con 9 reti in 24 incontri di campionato.
In Coppa lo Slavia esclude Rakovník (0-7), Votice (1-2), Sezimovo Ústí (0-4) e Tescoma Zlin (0-3) prima di farsi eliminare in semifinale dallo Slovacko (1-3).
In Champions i cechi sono estromessi subito al terzo turno preliminare dalla Fiorentina (0-2) e sono retrocessi in Coppa UEFA: dopo aver superato con difficoltà il Vaslui (1-1, regola dei gol fuori casa), lo Slavia è inserito nel girone F, comprendente Amburgo, Ajax, Aston Villa e Zilina. I boemi colgono due punti pareggiando in Slovacchia (0-0) e in Olanda (2-2), uscendo dalla competizione continentale.

## Calciomercato[1]
Hošek, Kovařík, Milan Černý e Kindel sono integrati nella prima squadra dalle giovanili. Vengono ceduti Gebre Selassie (Slovan Liberec), Kalivoda (Brno), Tavares (Amburgo), a gennaio Krajcik (Reggina), Latka (Panionios), Sourek (Zilina) e nel marzo 2009 Senkerik, in Norvegia, allo Stabaek. Il giovane talento Bořek Dočkal, terminato il prestito allo Slovan Liberec, si trasferisce definitivamente a Liberec in cambio di € 650.000. Il giovanissimo Necid, autore di 11 reti in 16 partite di campionato, è ceduto a titolo definitivo al CSKA Mosca nel gennaio 2009 in cambio di € 4,5 milioni.
Vengono acquistati Romanovs (Dinamo Bucarest), Grajciar (Nitra), Litteri (giovanili Inter), Kaufman (Teplice), Trapp (Viktoria Pilsen), Besta (Brno), Fort (Tolosa) e il talentuoso Pekhart, proveniente in prestito dalla squadra riserve del Tottenham.

### Sessione estiva(dal 1º/7 al 31/8)
| Acquisti | Acquisti         | Acquisti        | Acquisti               |
| R.       | Nome             | da              | Modalità               |
| -------- | ---------------- | --------------- | ---------------------- |
| P        | Jakub Diviš      | Sparta Krč      | fine prestito          |
| P        | Deniss Romanovs  | Dinamo Bucarest | definitivo             |
| D        | Ronald Šiklič    | Slaven Belupo   | definitivo (€ 150.000) |
| C        | Amadou Cissé     |                 | svincolato             |
| C        | Lukáš Vácha      | Slovan Liberec  | fine prestito          |
| C        | Bořek Dočkal     | Slovan Liberec  | fine prestito          |
| C        | Peter Grajciar   | Nitra           | definitivo (€ 150.000) |
| C        | Tomáš Jablonský  | Kladno          | fine prestito          |
| A        | Gianluca Litteri | Inter           | prestito               |

| Cessioni | Cessioni               | Cessioni           | Cessioni                    |
| R.       | Nome                   | a                  | Modalità                    |
| -------- | ---------------------- | ------------------ | --------------------------- |
| P        | Josef Kubasek          | Baník Sokolov      | fine prestito               |
| D        | Theodor Gebre Selassie | Slovan Liberec     | definitivo (€ 0,5 milioni)  |
| C        | Daniel Pudil           | Slovan Liberec     | fine prestito               |
| C        | Martin Abraham         | AEK Larnaca        | prestito                    |
| C        | David Kalivoda         | Zbrojovka Brno     | definitivo (€ 250.000)      |
| C        | Mickaël Tavares        | Amburgo            | definitivo (€ 1,85 milioni) |
| C        | Tomáš Jablonský        | Bohemians Praga    | prestito                    |
| C        | Jan Kovařík            | Dyn. Č. Budějovice | prestito                    |
| C        | Bořek Dočkal           | Slovan Liberec     | definitivo (€ 650.000)      |
| A        | Jan Blažek             | Slovan Liberec     | fine prestito               |
| A        | David Střihavka        | Baník Ostrava      | fine prestito               |

### Sessione invernale(dal 3/1 al 31/1)
| Acquisti | Acquisti      | Acquisti           | Acquisti                   |
| R.       | Nome          | da                 | Modalità                   |
| -------- | ------------- | ------------------ | -------------------------- |
| D        | James Dens    |                    | svincolato                 |
| D        | Josef Kaufman | Teplice            | definitivo (€ 250.000)     |
| C        | Jan Kovařík   | Dyn. Č. Budějovice | fine prestito              |
| C        | Petr Trapp    | Viktoria Plzeň     | definitivo (€ 0,4 milioni) |
| A        | Milan Ivana   | Slovácko           | definitivo (€ 250.000)     |
| A        | Aleš Besta    | Zbrojovka Brno     | definitivo (€ 125.000)     |
| A        | Pavel Fořt    | Tolosa             | prestito                   |
| A        | Tomáš Pekhart | Tottenham          | prestito                   |

| Cessioni | Cessioni      | Cessioni      | Cessioni                   |
| R.       | Nome          | a             | Modalità                   |
| -------- | ------------- | ------------- | -------------------------- |
| P        | Michal Vorel  | Dukla Praga   | prestito                   |
| D        | Matej Krajčík | Reggina       | definitivo                 |
| D        | Martin Latka  | Paniōnios     | definitivo (€ 0,6 milioni) |
| D        | Ondřej Šourek | Žilina        | definitivo (€ 0,1 milioni) |
| C        | Lukáš Vácha   | Baník Ostrava | prestito                   |
| A        | Goce Toleski  | Sigma Olomouc | prestito                   |
| A        | Tomáš Necid   | CSKA Mosca    | definitivo (€ 4,5 milioni) |

### Fuori sessione(dal 1/2 al 31/3)
| Cessioni | Cessioni        | Cessioni | Cessioni |
| R.       | Nome            | a        | Modalità |
| -------- | --------------- | -------- | -------- |
| A        | Zdeněk Šenkeřík | Stabæk   | prestito |

## Rosa
| N. |                      | Ruolo | Calciatore        |
| -- | -------------------- | ----- | ----------------- |
| 22 | Rep. Ceca (bandiera) | P     | Jakub Diviš       |
| 28 | Rep. Ceca (bandiera) | P     | Martin Vaniak     |
| 31 | Lettonia (bandiera)  | P     | Deniss Romanovs   |
| 3  | Rep. Ceca (bandiera) | D     | Erich Brabec      |
| 4  | Rep. Ceca (bandiera) | D     | David Hubáček     |
| 5  | Croazia (bandiera)   | D     | Ronald Šiklič     |
| 12 | Rep. Ceca (bandiera) | D     | František Dříždal |
| 15 | Rep. Ceca (bandiera) | D     | Marek Kindel      |
| 17 | Rep. Ceca (bandiera) | D     | Marek Suchý       |
| 25 | Rep. Ceca (bandiera) | D     | Jan Hošek         |
| 29 | Rep. Ceca (bandiera) | D     | Josef Kaufman     |
| 33 | Brasile (bandiera)   | D     | James Dens        |
| 2  | Rep. Ceca (bandiera) | C     | Petr Trapp        |
| 7  | Guinea (bandiera)    | C     | Amadou Cissé      |
| 8  | Rep. Ceca (bandiera) | C     | Petr Janda        |

| N. |                       | Ruolo | Calciatore       |
| -- | --------------------- | ----- | ---------------- |
| 10 | Rep. Ceca (bandiera)  | C     | Lukáš Jarolím    |
| 11 | Rep. Ceca (bandiera)  | C     | Vladimír Šmicer  |
| 13 | Rep. Ceca (bandiera)  | C     | Milan Černý      |
| 15 | Rep. Ceca (bandiera)  | C     | Jan Kovařík      |
| 16 | Rep. Ceca (bandiera)  | C     | Tomáš Jablonský  |
| 18 | Slovacchia (bandiera) | C     | Dušan Švento     |
| 21 | Tunisia (bandiera)    | C     | Tijani Belaid    |
| 23 | Rep. Ceca (bandiera)  | C     | Ladislav Volešák |
| 26 | Rep. Ceca (bandiera)  | C     | Jaroslav Černý   |
| 27 | Slovacchia (bandiera) | C     | Peter Grajciar   |
| 6  | Rep. Ceca (bandiera)  | A     | Tomáš Pekhart    |
| 19 | Rep. Ceca (bandiera)  | A     | Pavel Fořt       |
| 20 | Slovacchia (bandiera) | A     | Milan Ivana      |
| 24 | Rep. Ceca (bandiera)  | A     | Aleš Besta       |
| 30 | Italia (bandiera)     | A     | Gianluca Litteri |